# Leofstan
Leofstan est un ecclésiastique anglo-saxon du début du Xe siècle. Il est évêque de Londres à une date inconnue entre 909 et 926.

## Biographie
Seules les listes épiscopales attestent l'existence de Leofstan et de son prédécesseur Æthelweard.